# Pernilla Eskilsdotter
Pernilla Charlotte Eskilsdotter Szamosi, ogift Nilsson, född 21 september 1967 i S:t Matteus församling i Stockholm, är en svensk redaktör, producent och programledare i radio.
Pernilla Eskilsdotter har gått i Adolf Fredriks Musikklasser och på Kungsholmens musikgymnasium i Stockholm. Hon är sedan 1990-talet verksam vid Sveriges Radio P2, där hon arbetat med olika musikprogram som Musiknytt, P2 till 4, lunchkonserter, Filikromen, Entré, Mitt i musiken, Aurora och Önska i P2 I dag är hon programledare för Klassisk morgon som sänds från Växjö. Hon har också varit programledare för Sveriges Radio P2:s utomhussatsning P2 i parken.